# Huperzia innocentia
Huperzia innocentia là một loài thực vật có mạch trong Họ Thạch tùng. Loài này được (Herter) Holub ex J.L. Luteyn mô tả khoa học đầu tiên năm 1999.